# 工农街道 (抚顺市)
工农街道，是中华人民共和国辽宁省抚顺市望花区下辖的一个乡镇级行政单位。2019年11月29日，撤销田屯街道，将其所辖行政区域划归工农街道管辖。

## 行政区划
工农街道下辖以下地区：
煤研西社区、鞍山社区、合金社区、耐火社区、东丰社区、钢南社区、窑台社区、三宝社区、西丰社区、北厚社区、八纬路社区、工农汉族村和工农朝鲜族村。